# Leptura kerniana
Leptura kerniana är en skalbaggsart som beskrevs av Henry Clinton Fall 1907. Leptura kerniana ingår i släktet Leptura och familjen långhorningar. Inga underarter finns listade i Catalogue of Life.